# Administração do Patrimônio da Sé Apostólica
A Administração do Patrimônio da Sé Apostólica é um dicastério da Cúria Romana para administração do patrimônio da Santa Sé. É considerado como uma espécie de Banco Central do Vaticano, pois cuida dos seus assuntos econômicos. É administrado por um cardeal, foi projetado para administrar os bens da Santa Sé e fornecer os fundos necessários para o funcionamento da Cúria Romana.

## História
Fundada pelo Papa Paulo VI em 15 de agosto de 1967, pela Constituição Apostólica Ecclesiae Regimini Universae para substituir dois gabinetes anteriores, o de Administradores da Santa Sé e da Administração Especial da Santa Sé. Em seguida, o Papa João Paulo II, com a Constituição Apostólica Pastor Bonus, de 28 de junho de 1988, emitiu novos regulamentos relativos ao funcionamento da administração.
Em 24 de fevereiro de 2014, o Papa Francisco, por meio da carta apostólica, em forma de Motu Proprio, Fidelis Dispensator et Prudens, com o qual instituiu-se a Secretaria para a Economia como Dicastério da Cúria Romana, transferiu para ela a secção ordinária da Administração do Patrimônio da Sé Apostólica.
Em 28 de dezembro de 2020, o Papa Francisco por meio da carta apostólica, em forma de Motu Proprio, “Una migliore organizzazione”, instituiu que a APSA passaria a administrar, com efeitos a partir de 1 de janeiro de 2021, a titularidade dos fundos e contas bancárias, dos investimentos móveis e imobiliários, incluindo as participações em empresas e fundos de investimento, até agora em nome da Secretaria de Estado. A APSA cuidará de sua gestão e administração. Serão submetidos a um controle ad hoc da Secretaria para a Economia, que doravante também exercerá a função de Secretaria Pontifícia para Assuntos Econômicos e Financeiros.Assim, passaria a ser responsável:
a) a gestão de contas bancárias à ordem;
b) a gestão dos valores mobiliários detidos em nome da Secretaria de Estado;
c) O exercício dos direitos decorrentes dos interesses da Secretaria de Estado em empresas e fundos de investimento;
d) A gestão de imóveis detidos direta ou indiretamente pela Secretaria de Estado.

## Presidentes
|             | Nome                               | Período     | Notas              |
| Presidentes | Presidentes                        | Presidentes | Presidentes        |
| ----------- | ---------------------------------- | ----------- | ------------------ |
| 12º         | Giordano Piccinotti, S.D.B.        | 2023-       | Atual              |
| 11º         | Nunzio Galantino                   | 2018 - 2023 | Presidente emérito |
| 10º         | Domenico Cardeal Calcagno          | 2011 - 2018 | Presidente emérito |
| 9º          | Attilio Cardeal Nicora             | 2002 - 2011 |                    |
| 8º          | Agostino Cardeal Cacciavillan      | 1998 - 2002 |                    |
| 7º          | Lorenzo Cardeal Antonetti          | 1995 - 1998 |                    |
| 6º          | Rosalio José Cardeal Castillo Lara | 1989 - 1995 |                    |
| 5º          | Agnelo Cardeal Rossi               | 1984 - 1989 |                    |
| 4º          | Agostino Cardeal Casaroli          | 1981 - 1984 |                    |
| 3º          | Giuseppe Cardeal Caprio            | 1979 - 1981 |                    |
| 2º          | Jean-Marie Cardeal Villot          | 1969 - 1979 |                    |
| 1º          | Amleto Giovanni Cardeal Cicognani  | 1968 - 1969 |                    |